# 北海道道710号浅茅野台地滨顿别线
北海道道710号浅茅野台地滨顿别线（日语：北海道道710号浅茅野台地浜頓別線）是一条连接北海道猿拂村和滨顿别町的普通道级道路（北海道道）。

## 道路概况
- 起点：北海道宗谷郡猿拂村浅茅野台地（＝国道238号交点）
- 終点：北海道枝幸郡滨顿别町仁達内（＝北海道道84号丰富滨顿别线交点）
- 总長：10.0千米

## 经过的自治体
- 宗谷综合振兴局
  - 宗谷郡猿拂村
  - 枝幸郡滨頓別町

## 主要连接道路
- 猿拂村
  - 国道238号
- 滨頓別町
  - 北海道道84号丰富滨顿别线

## 历史
- 1971年3月31日 路線勘定。

## 景点
- クッチャロ湖＝滨頓別町（在秋季和春季，因有许多天鹅的到来而成为十分具有人气的景点）
- 三叶草山公園＝滨頓別町（有可以远望クッチャロ湖的观景台）